# Oskar Kraus (Politiker, 1887)

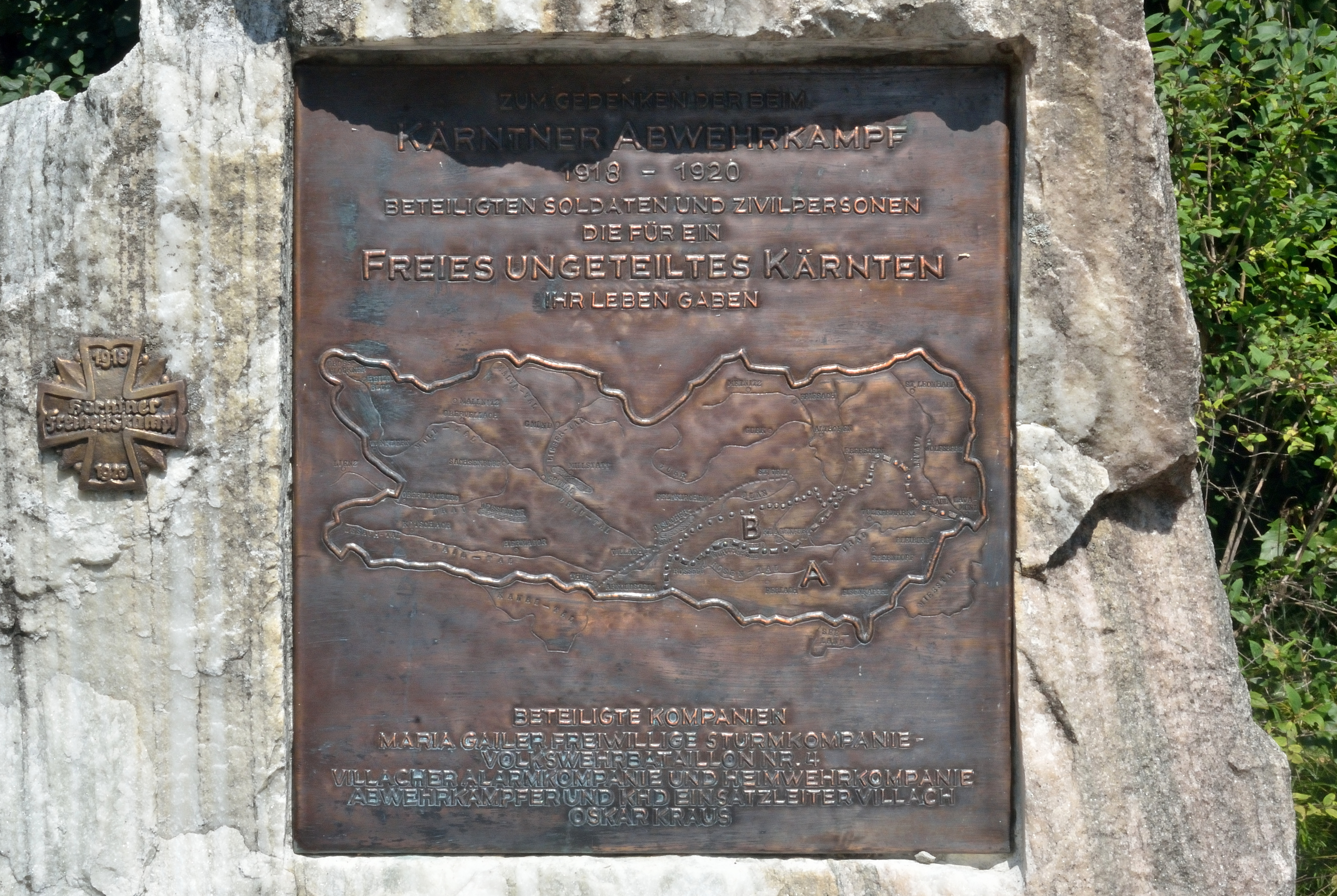
Denkmal für den Abwehrkampf mit ehrender Nennung Oskar Kraus’ am Silbersee bei Villach

Oskar Kraus (* 2. August 1887 in Wien; † 6. Juni 1973 in Villach) war ein Kärntner Abwehrkämpfer, nationalsozialistischer Politiker und während der NS-Zeit Oberbürgermeister von Villach.

## Politisches Wirken
Nach dem Niedergang der Habsburgermonarchie begann Kraus, sich als ein Vorreiter und geistiger Führer des deutschnationalen bzw. nationalsozialistischen Lagers in Kärnten zu etablieren. In diese Sinne beteiligte er sich aktiv am Kärntner Abwehrkampf (einem Konflikt mit dem SHS-Königreich über die Grenzziehung in den gemischtsprachigen Gebieten Südkärntens), allerdings nicht in der leitenden Position, welche ein 2002 gesetztes Mahnmal für den Konflikt (siehe unten) ihm attestiert.
Von 1922 bis 1932 wirkte Kraus in Villach bzw. Kärnten als zentrale Figur des Alldeutschen Verbandes, einer großdeutsch orientierten, völkischen Vereinigung. Seit 1924 betätigte er sich für die Deutschen Nationalsozialistischen Arbeiterpartei im Villacher Gemeinderat. Zum 24. Oktober 1929 trat er der Nationalsozialistischen Deutschen Arbeiterpartei bei (Mitgliedsnummer 116.770) und stieg bei der SA bis zum SA-Sturmbannführer auf. Während seiner Tätigkeit im Gemeinderat vertrat er durchwegs antidemokratische, gegen den ihm verhassten „Parlamentarismus“ gerichtete Positionen. Als „Gauredner“ bereitete er die Kärntner Bevölkerung auf einen Anschluss Österreichs an Großdeutschland vor. Im Februar 1933 führten Störaktionen der Nationalsozialisten zur Eskalation einer Gemeinderatssitzung, woraufhin nacheinander fünf ihrer Gemeinderäte von Polizisten aus dem Sitzungssaal geführt wurden. Der Fraktionsführer Kraus verließ den Saal mit einem provokanten „Heil Hitler“. Nach dem Verbot der NSDAP im Juni 1933 verblieb Kraus im Führungszirkel der Kärntner Nationalsozialisten, wofür er mehrfach inhaftiert wurde.
Nach dem Anschluss Österreichs wurde Oskar Kraus am 12. März 1938 zum kommissarischen Bürgermeister der Stadt Villach bestellt. Nach der nun geltenden deutschen Gemeindeordnung sollte er in Folge den Titel eines Oberbürgermeisters tragen. Unter seiner Leitung fanden zahlreiche Säuberungsaktionen in Villach statt, d. h. Verfolgung, Enteignung, Deportation und Ermordung von den Nationalsozialisten nicht genehmen Gemeindebürgern. Auf Kraus’ Anweisung hin wurden Zwangsarbeiter mit verdorbenem Fleisch versorgt und ihre Lebensmittelrationen bei nicht ausreichender Arbeitsleistung weiter gekürzt. Kritik an seiner Stadtführung erwiderte er mit (oft verleumderischer) Denunziation seiner Kritiker. Mit Vorrücken der Alliierten musste Kraus am 7. Mai 1945 von seinem Amt als Oberbürgermeister der Stadt Villach zurücktreten, die britische Militärbehörde ernannte Viktor Petschnik zu seinem Nachfolger. Wenige Wochen darauf wurde Kraus von den Briten verhaftet und in verschiedene Internierungslager überstellt. Aus diesen wurde er am 30. Mai 1947 entlassen und den österreichischen Gerichtsbehörden übergeben. Diese verurteilten ihn nach dem Verbotsgesetz zu 20 Monaten schwerem Kerker bei gesamtem Vermögensverfall. Seiner nationalsozialistischen Gesinnung blieb Kraus, wie sich in den 1965 von ihm verfassten Memoiren zeigt, jedoch bis an sein Lebensende treu.

### Rezeption
Ausgehend von den Feierlichkeiten zum 80. Jubiläum der Kärntner Volksabstimmung kam es zur Aufstellung einiger Denkmäler zur Erinnerung an den Konflikt, darunter ein 2002 am Silbersee nahe Villach errichtetes. Der Text der Inschrift entstand unter Mitwirkung des Kärntner Abwehrkämpferbundes, welchem Kraus zeitlebens eng verbunden war und der bis zum selben Jahr sein Grab am Villacher Zentralfriedhof gepflegt hatte. Er wird dort als einziges Individuum namentlich geehrt und als „KHD Einsatzleiter Villach“ bezeichnet, obwohl er keine derart herausragende Position eingenommen hatte. Diese einseitige Darstellung unter Ignorieren seines großen Engagements für den Nationalsozialismus war Anlass für eine kritische Aufarbeitung von Oskar Kraus’ Wirken. Mittlerweile ist das Denkmal mit erklärenden Zusatztafeln versehen.